# Elektrocoagulatie
Elektrocoagulatie is het laten coaguleren (samenklonteren) van opgeloste of gesuspendeerde stoffen met behulp van elektriciteit. In de behandeling van afvalwater worden ongewenste chemische verbindingen gesplitst in kleinere moleculen en worden emulsies afgebroken. Hierdoor zijn de ongewenste stoffen makkelijker uit het afvalwater te verwijderen. In de medische wereld verwijdert elektrocoagulatie ongewenste cellen uit de menselijke huid. De eiwitten van deze cellen worden beschadigd waardoor de cellen afsterven en uit de huid verdwijnen. Deze toepassing heet ook wel elektrochirurgie.

## Afvalwaterbehandeling
Elektrocoagulatie wordt gebruikt als afvalwaterbehandelingstechnologie voor afvalwater met ingewikkelde moleculen als kleurstoffen, giftige organische verbindingen en cyaniden. Ook zware metalen en fosfaat zijn met deze techniek goed te verwijderen. Hulpstoffen zoals polyelektrolyt of andere coagulatoren zijn meestal niet nodig, maar bijvoorbeeld zouten kunnen wel worden toegevoegd om de geleidbaarheid te verhogen.
De zuivering door deze techniek wordt als volgt verklaard:
1. Colloïdale deeltjes worden afgebroken door het elektrische potentiaalverschil.
2. Metaal van de anode gaat in oplossing door ionen te vormen. Deze ionen bevorderen de samenklontering (werken als coagulant) in de vloeistof.
3. Door elektrolyse bij kathode ontstaat zuurstof- en waterstofgas. Dit geeft een opdrijvend effect[4] en oxidatie van grotere moleculen zoals kleurstoffen en pigmenten (een blekingseffect).

De ontstane vlokken kunnen relatief klein zijn. Afscheiding uit de waterfase kan door nabehandeling met filtratie, bijvoorbeeld continu zandfiltratie of membraanfiltratie.

## Behandeling van huidaandoeningen

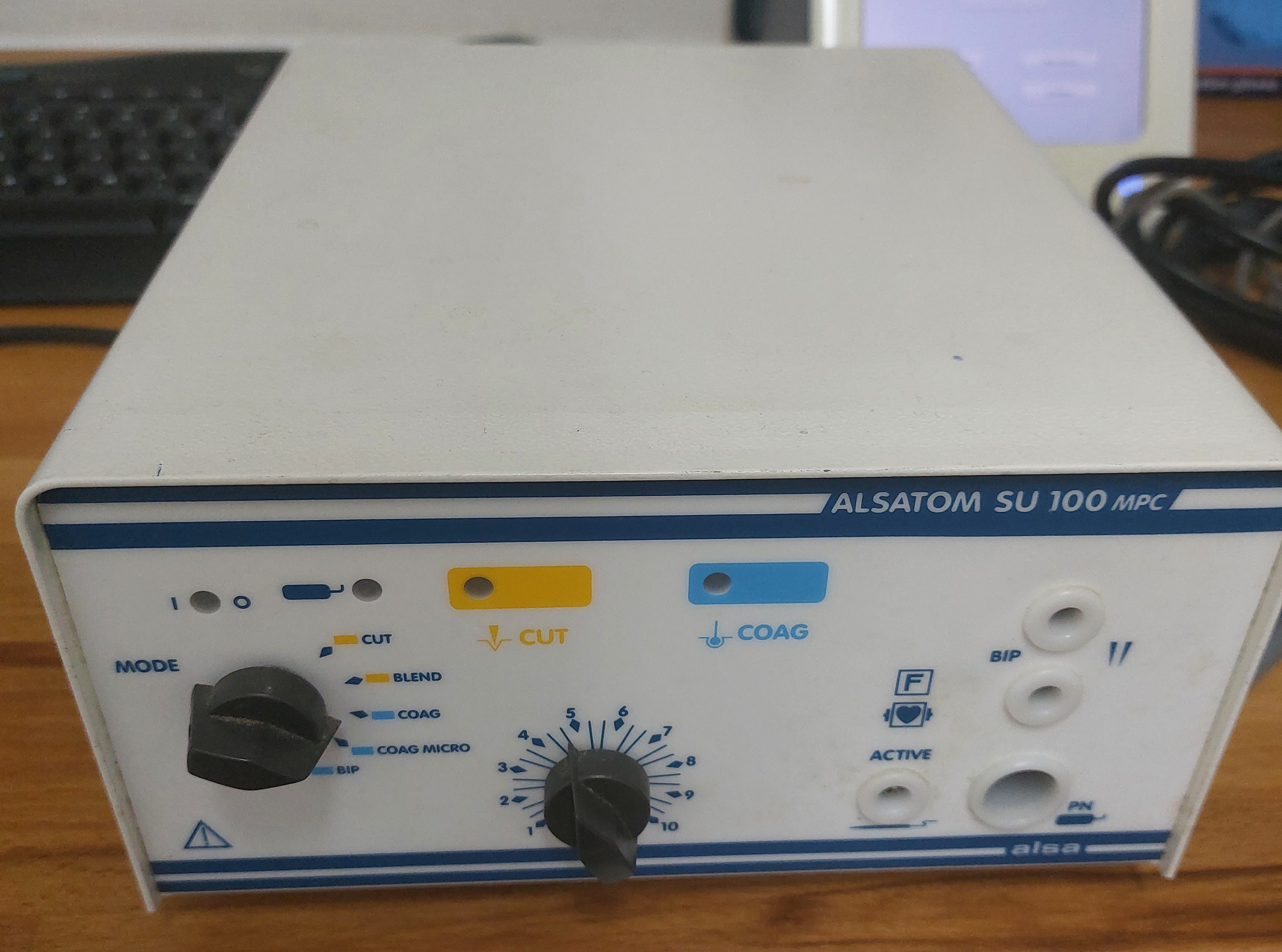
Apparaat voor electrocoalgulatie

De medische toepassing van electrocoagulatie is ontwikkeld tussen 1909 en 1926 en gebruikt wisselstroom. Wratten, pigmentvlekjes, kleine bloedvaatjes en andere huidaandoeningen kunnen met elektrocoagulatie behandeld worden. Door een elektrode in de vorm van een lasso, naald, mes of bol tegen de huid te houden of in de behandelde plek te steken wordt de wisselstroom door de huid heen geleid. Door een staafje of plaatje vast te houden, het aarden, wordt de stroom afgevoerd. De warmteontwikkeling door de elektrische stroom beschadigt en vernielt de eiwitstructuren in de celmembranen van ongewenste cellen. De restanten van deze eiwitten klonteren samen, net als bij stolling van eiwitten. De ongewenste cellen van wratten, pigmentvlekjes en verwijderde bloedvaatjes sterven zo af en verdwijnen uit de huid. Er vormt een korst waaronder de huid zich kan herstellen. Na 14 dagen is het proces afgerond tenzij er nog een behandeling nodig is.    